# 김대식 (1963년)
김대식(金大植, 1963년 1월 8일 ~ )은 대한민국의 물리학 교수이다.

## 학력
- 1985년 : 서울대학교 물리학 학사
- 1986년 : 캘리포니아 대학교 버클리 캠퍼스 생물물리학 석사
- 1990년 : 캘리포니아 대학교 버클리 캠퍼스 물리학 박사

## 약력
- 1991년 ~ 1993년 : Postdoc. ( AT&T Bell Labs )
- 1993년 ~ 1994년 : 오클라호마 주립 대학교 Laser and Photonics 연구센터 수석 과학자
- 1994년 ~ 2002년 : 서울대학교 물리학부 부교수
- 2002년 ~ 현재 : 서울대학교 물리천부학부 교수
- 2008년 ~ 2015년 : 파장한계 광학연구센터 소장
- 2015년 ~ 현재 : Atom Scale Electromagnetism 센터 소장

## 주요 저서
- 《다시보는 물리》, 개신, 2002, ISBN 9788972950981
- 《우멍거지 이야기》, 방명걸 공저, 이슈투데이, 2002, ISBN 8989494400
- 《공부 논쟁》, 김두식 공저, 창비, 2014, ISBN 9788936472429
- 《포경은 없다》, 방명걸 공저, 올리브앰엔비, 2014, ISBN 9788990673336

## 수상
- 2013 한국과학상